# Briquemesnil-Floxicourt
Briquemesnil-Floxicourt är en kommun i departementet Somme i regionen Hauts-de-France i norra Frankrike. Kommunen ligger i kantonen Molliens-Dreuil som tillhör arrondissementet Amiens. År 2022 hade Briquemesnil-Floxicourt 342 invånare.

## Befolkningsutveckling
Antalet invånare i kommunen Briquemesnil-Floxicourt
| Referens: INSEE |